# Upper memory area

Upper memory area je mezi adresami 640 KiB a 1 MiB.

Upper memory area (UMA) je v informatice označení pro část operační paměti počítače IBM PC kompatibilní pracujících v reálném režimu procesoru Intel 8086. Nachází se mezi adresami 640 KiB a 1 MiB a byla vyhrazena pro speciální účely.

## Charakteristika
První počítače IBM PC kompatibilní používaly mikroprocesor Intel 8086, který mohl ve svém reálném režimu přímo adresovat nejvýše 1 MiB operační paměti. Firma IBM, která konstrukci IBM PC navrhla, vyhradila adresy od nuly do 640 KiB pro operační paměť RAM (tj. pro běh aplikací) a zbylých 384 KiB adres do 1 MiB (tj. od adresy 0xA0000 do 0xFFFFF) ponechala pro speciální účely.
V UMA paměti byl umístěn BIOS, nacházela se zde paměť umístěná na přídavných kartách (např. grafická karta, zvuková karta atd.) a paměťově mapované I/O:
- 0xB0000–0xB7FFF – videopaměť černobílé grafické karty (32 KiB)
- 0xA0000–0xBFFFF – videopaměť barevného adaptéru VGA (64 KiB)
- atd.